# Krumme Lanke (metropolitana di Berlino)
La stazione di Krumme Lanke è una stazione della metropolitana di Berlino, sulla linea U3. Prende il nome dal lago Krumme Lanke.
È posta sotto tutela monumentale (Denkmalschutz).

## Strutture e impianti
Il progetto architettonico della stazione fu elaborato da Alfred Grenander.